# Tome Alpage de la Vanoise
Der Tome Alpage de la Vanoise ist ein französischer Käse aus dem Gebiet der französischen Alpen. Hergestellt wird er aus nicht pasteurisierter Kuhmilch. Für einen Tomme-Käse hat er mit 45 % Fett in der Trockenmasse einen ungewöhnlich hohen Fettgehalt. Verwendet wird für seine Herstellung nur Milch von Kühen, die auf den Hochalmen des Vanoise-Massivs weiden. Der Geschmack des Käses ist mild-aromatisch. Die Naturschimmelrinde des Käses changiert von Rot über Gelb bis violett-grau. Erhältlich ist der Käse, der zwischen zwei und drei Monaten reift, vom Spätsommer bis zum Winter.